# Heliofungia
Heliofungia is een geslacht van neteldieren uit de klasse van de Anthozoa (bloemdieren).

## Soorten
- Heliofungia actiniformis (Quoy & Gaimard, 1833)
- Heliofungia fralinae (Nemenzo, 1955)